# Scirtothrips aceri
Scirtothrips aceri är en insektsart som beskrevs av Dudley Moulton 1926. Scirtothrips aceri ingår i släktet Scirtothrips och familjen smaltripsar. Inga underarter finns listade i Catalogue of Life.